# Klooster Ter Apel
Klooster Ter Apel is een uit de 15e eeuw daterend voormalig klooster in het zuidoosten van de provincie Groningen bij het dorp Ter Apel. Het conventgebouw is in gebruik als museum voor klooster- en kerkgeschiedenis en religieuze kunst onder de naam Museum Klooster Ter Apel. De voormalige lekenkerk van het klooster heeft bijna 400 jaar dienst gedaan als hervormde kerk, en behoort vanaf het begin van de 21e eeuw tot de Protestantse Kerk in Nederland. Deze Boschkerk vormt de zuidvleugel van het klooster. Tegenover het klooster stond vroeger het brouw- en bakhuis van het klooster. Na de opheffing van het klooster werd hier het Commandeurshuis van de stad Groningen gevestigd en nog later Hotel Boschhuis.

## Inleiding
Klooster Ter Apel ligt in het uiterste zuidoosten van de provincie Groningen op een beboste zandrug langs de eeuwenoude handelsroute van Münster naar Groningen. Voor doortrekkende reizigers en pelgrims was het klooster ooit een plaats van gastvrijheid en toewijding. Als museum is Klooster Ter Apel tegenwoordig nog altijd in gebruik als ontmoetingsplaats. 
Ter Apel is het laatste klooster dat in Groningen werd gesticht, maar het enige van de 34 die de provincie in de Middeleeuwen heeft geteld, dat nog als klooster herkenbaar bewaard is gebleven.

## Geschiedenis

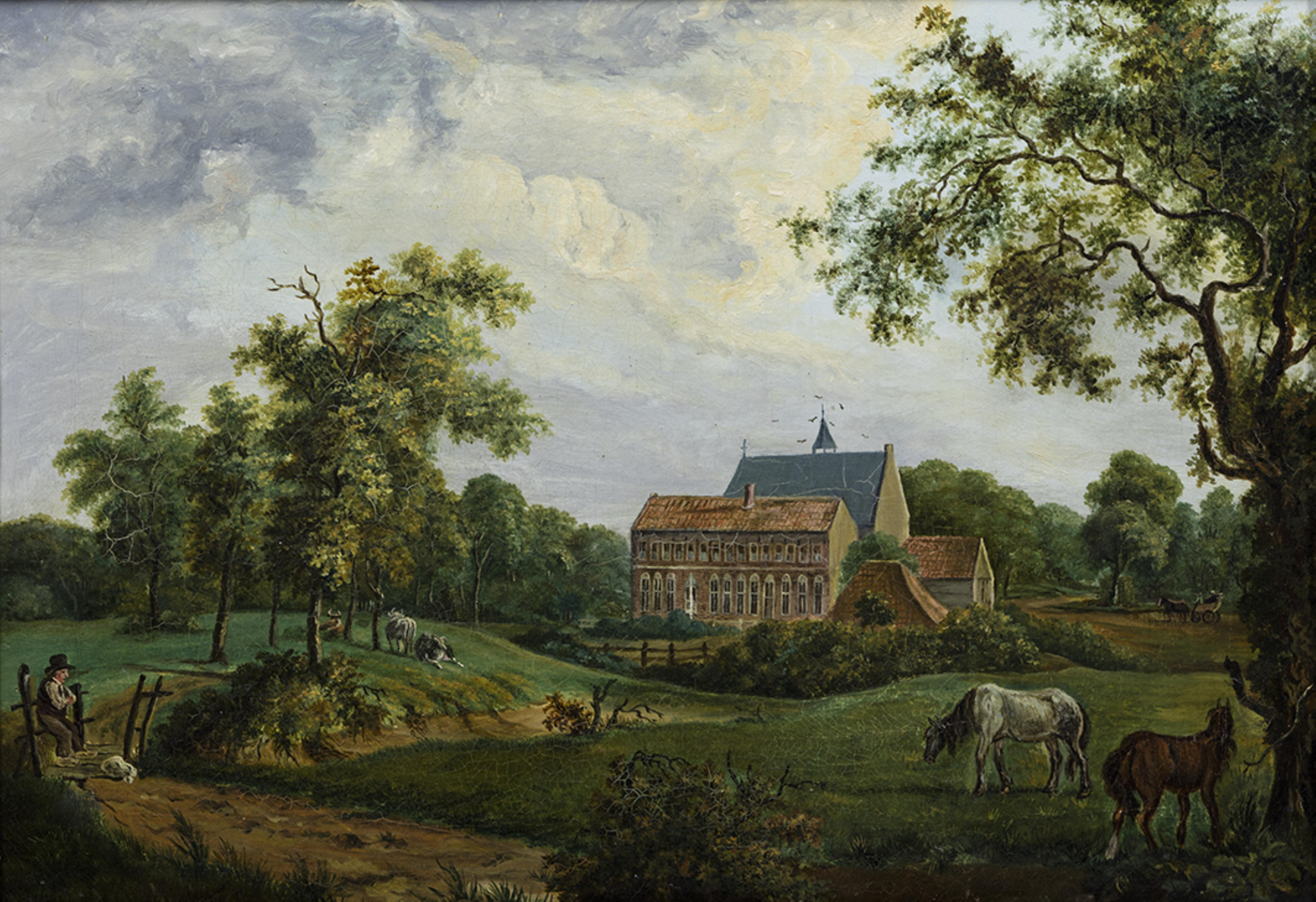
Klooster Ter Apel in 1833 door Assuerus Quaestius. Een jaar later werd de oorspronkelijke bovenverdieping op de noordvleugel gesloopt door de eigenaar, de stad Groningen. Het koor van de abdij werd toen gebruikt als hervormde kerk en het schip als opslagplaats. In de oostelijke vleugel woonde de predikant en in de noordelijke vleugel was een school gehuisvest en de kamer voor de koster-schoolmeester.

Bouwhistorisch onderzoek in 2021 geeft aanleiding om te veronderstellen dat er in de 13e eeuw al een premonstratenzer klooster met de naam Domus Verae Lucis (Huis van het Ware Licht) stond op of vlak bij de locatie van het huidige conventgebouw, dat zou hebben toebehoord aan het klooster in Schildwolde. Het zou ook een uithof kunnen zijn geweest, maar dan van een dermate omvang en importantie dat die in de praktijk als klooster werd beschouwd. Materialen van de ruïne van dit gebouw zouden zijn gebruikt bij de constructie van het Kruisherenklooster dat er later zou verrijzen.  
In 1464 schonk Jacobus Wiltingh, pastoor in Garrelsweer en vicaris in Loppersum, zijn nederzetting Apell aan de Orde van het Heilig Kruis (Ordo Sanctae Crucis) onder voorwaarde dat op deze plek een klooster zou worden gebouwd. In mei 1465 kwam het Generaal Kapittel van de Kruisheren bijeen in Hoei aan de Maas. Het Ordebestuur van dit klooster accepteerde Apell als een Godsgeschenk. Het benoemde het Kruisherenklooster Sint Gertrudis in Bentlage aan de Eems bij Rheine tot moederklooster. Van hieruit werden vier priesters en enkele lekenbroeders naar Apell gestuurd. Zo ontstond er een nieuw klooster in de landstreek Westerwolde, dat de naam Domus Novae Lucis kreeg, Huis van het Nieuwe Licht. Tussen 1465 en 1561 werd gewerkt aan de bouw van het klooster volgens een middeleeuws plan. Behalve het conventgebouw, betekende dat ook de realisatie van onder meer een poortgebouw, watermolens, perkamenthuis, bak- en brouwhuis en een gastenverblijf. Met de verovering van het gebied door Willem Lodewijk van Nassau-Dillenburg in 1593 werd het katholieke geloof afgezworen (Reformatie). Het klooster kwam, net als Westerwolde in het bezit van de stad Groningen.
Stormen, brand en hoge onderhoudskosten zorgden voor grote problemen in de eeuwen na 1600. Het statige klooster onderging daardoor veel aanpassingen tot 1930. De westgevel werd na 1755 gesloopt. De bovenverdieping met de cellen van de Kruisheren onderging in 1834 hetzelfde lot evenals de bouwvallig geworden gewelven in de kerk (1837). In tegenstelling tot alle andere kloosters in Groningen, bleef toch het nodige van Domus Novae Lucis overeind. Dit werd tussen 1930 en 1933 op initiatief van de Stad Groningen, destijds eigenaar van de enclave, geconserveerd en gerestaureerd. Het herstelplan stond onder leiding van Stadsingenieur De Vos tot Nederveen Cappel. Op de begane grond bleven de drie vleugels van het oorspronkelijke vierkant bewaard: 
- De Kanunniken- en Lekenkerk in de zuidvleugel, gescheiden door een laatgotisch doksaal.
- De Kapittelzaal en Sacristie in de oostvleugel.
- De Refter (in gebruik als museumcafé), overwelfde Proviandkelder, Subpriorkamer, Priorkamer en het Gastenverblijf in de noordvleugel.
- De overwelfde bakstenen kruisgang verbindt deze ruimtes met elkaar.

Sinds 1992 behoort Klooster Ter Apel tot de Top 100 van de Rijksdienst voor de Monumentenzorg.
Tussen 2000 en 2001 werd een nieuwe westvleugel gebouwd naar ontwerp van de Deense architect Johannes Exner en werd het complex gerestaureerd.
Naast het klooster stond tot 2007 een oude linde met de bijnaam Twaalf Apostelenboom.

## Kloostertuin
De kloosterhof tussen de kruisgangen was in de tijd van het klooster een gazon met in het midden een fontein, put of boom. In de protestantse periode werd het aangewezen als kerkhof en bleef dat tot de inwerkingtreding van de Begrafeniswet in 1869. Bij de restauratie van de jaren 1930 werd de tuin omgevormd tot een 'historische kruidentuin' naar ontwerp van tuinarchitect Johan Willem Verdenius. In de kloosterperiode werden kruidentuinen nooit aangelegd binnen een kloosterhof en Verdenius' ontwerp was dan ook feitelijk een romantische fantasietuin. Na verval werd de tuin in 1964 opgeknapt om vervolgens weer te vervallen. In 1973 liet beheerder Allie Eenjes de tuin omvormen tot een barokke kruidentuin met ongeveer 200 soorten keukenkruiden, medicinale kruiden en verfplanten, waarbij hij zich liet adviseren door de Hortus Haren. Slechts een deel van deze plantensoorten werden van origine gekweekt bij kloosters, maar op een plek buiten de kruisgangen.

## Fotogalerij Klooster Ter Apel

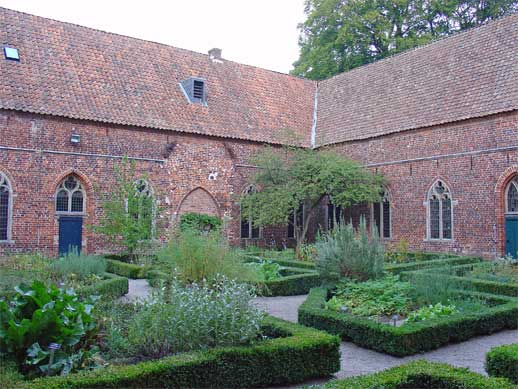
Kloosterhof
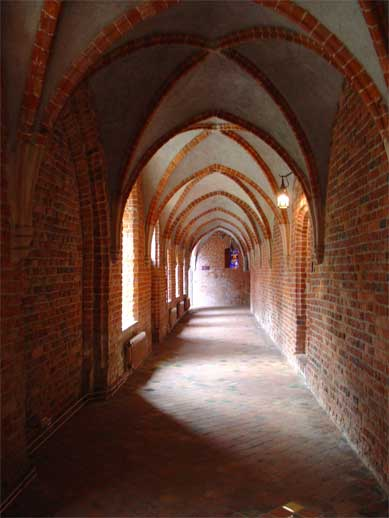
Kruisgang
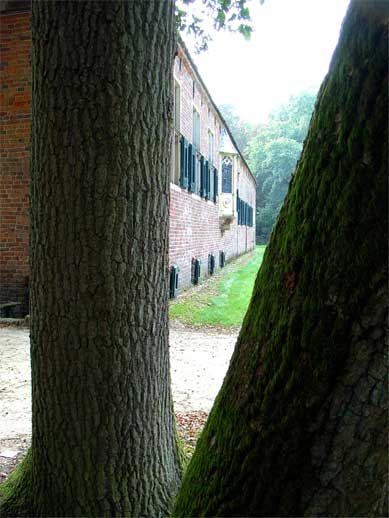
Klooster
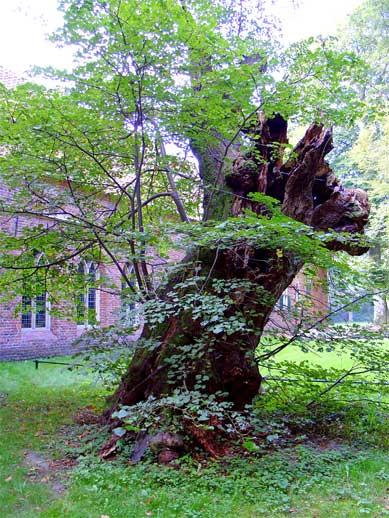
De inmiddels verdwenen linde, de Twaalf Apostelenboom
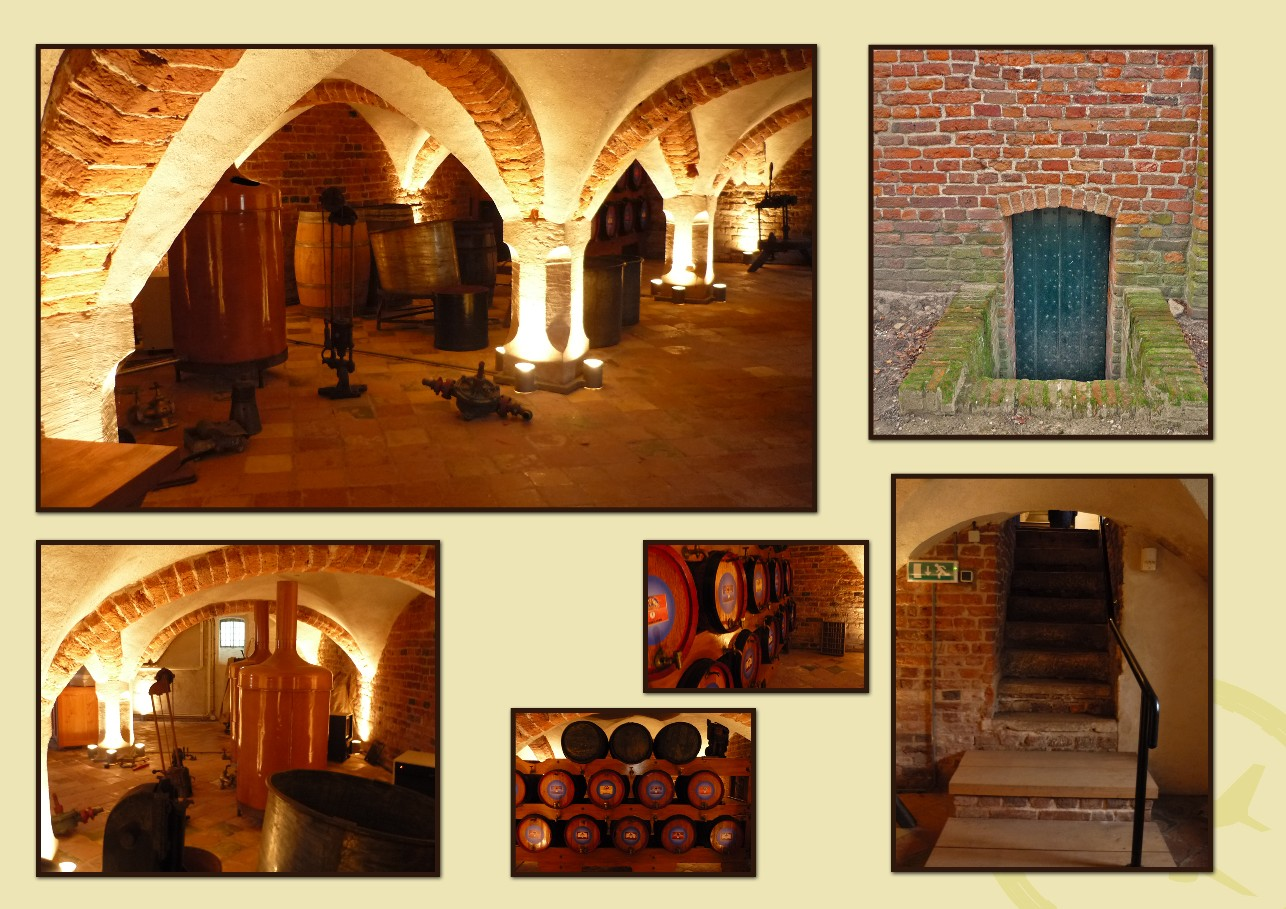
Kelder